# Kanagjoł
Kanagjoł (bułg. Канагьол; rum. Canora) – rzeka w północno-wschodniej Bułgarii i w południowo-wschodniej Rumunii (Dobrudży), prawy dopływ Dunaju w zlewisku Morza Czarnego. Długość - 110 km, powierzchnia zlewni - 1745 km². 
Wypływa ze Samuiłowskich wisoczin, płynie na północny wschód, przecina granicę bułgarsko-rumuńską i uchodzi do naddunajskiego jeziora Bugeac. W średnim i dolnym biegu rzeka okresowa, przez większą część roku bez wody.